# 情緒性進食
情緒性進食是指人們因受到積極和消極情緒影響而進行的飲食行為，會在情緒刺激下有無法擺脫的進食沖動。Bruch首次提出情緒性進食概念：情緒性進食者緊張以及不適時會過度進食，不能將饑餓和其他不適信號區分。情緒性進食“增加食物攝取應對負情緒”是壹種飲食失調形式，應對負情緒的壹種不恰當策略。

## 原因

### 無聊
人無聊時打發時間的高頻率事件是進食 。

### 恐懼與焦慮
過度進食的壹個原因：進食——減少恐懼以及焦慮(負性驅力狀態)的行爲，引起驅力降低因而能夠被強化鞏固。習慣通過進食來種應對負性驅力方式的人即使他們并不飢餓也會在恐懼焦慮狀態下吃東西 。

### 神經性暴食症或神經性厭食症
不論神經性厭食症患者或神經性暴食症患者都報告出更高頻的情緒性進食現象。

### 應對負面情緒
壹些研究認爲進食障礙是爲逃避負面情緒而産生的行爲   。情緒性進食通常被看作壹種情緒調節策略 。情緒性進食的核心理論觀點爲學習假說，將情緒性進食視爲壹種負強化：誘發刺激–消極情緒–操作性行爲–進食，在這壹過程中進食會降低負性情緒 。

## 影響

#### 睡眠質量
通過生理激素的分泌，睡眠質量會影響人體激素平衡從而導致各種異常進食行爲。瘦素(Leptin)和食欲肽(Orexin)都是下丘腦大量分布的神經肽，前者是是壹種食欲抑制因子，食欲肽是壹種食欲促進因子。食欲肽增多可促進睡眠、提升對食物的渴望。食欲肽缺失能誘發發作性睡病 。食欲肽神經元在覺醒與快波睡眠狀態時都異常活躍，它對睡眠與清醒有重要的調控作用 。

#### 情緒調節
情緒化經曆不會提高食物攝入量，使用情緒調節策略能夠降低飲食行爲産生 。和采取認知重評的人相比，采取表達抑制的個人會攝取更多食物 。